# Морли, Джон, 1-й виконт Морли Блэкбёрнский
Джон Мо́рли, 1-й виконт Морли Блэкбёрнский (англ. John Morley  1st Viscount Morley of Blackburn; 24 декабря, 1838, Блэкберн — 23 сентября, 1923, Лондон) — английский административный деятель, историк, либерал, редактор газеты, номинант на Нобелевскую премию по литературе в 1902, 1904—1909, 1911 и 1913 годах.
Первоначально журналист, позже в 1883 году был избран членом парламента. Он был главным секретарём (министром) по делам Ирландии в 1886 году, а также с 1892 по 1895 годы, министром по делам Индии с 1905 по 1910 год и в 1911 году, лордом-председателем Совета в период между 1910 и 1914 годами (занимал два высших министерских поста из семи, существовавших в то время в Великобритании). Морли выступал против империализма и англо-бурской войны, его оппозиционное мнение по поводу британского вступления в Первую мировую войну вынудило его покинуть правительство в 1914 году.
Морли был попечителем Британского музея с 1894 по 1921 года, почётным профессором древней письменности в Королевской академии художеств, членом Исторической комиссии рукописей.

## Творчество
Морли посвятил значительное количество времени написанию исторических трудов и выражению с её помощью своих антиимперских взглядов. Его позиция в качестве ведущего британского писателя была определена его монографиями про Вольтера (1872), Руссо (1873), Дидро и энциклопедистов (1878), Берка (1879), и Уолпола (1889). В 1900 году выходит его биография Оливера Кромвеля. Вклады Джона Морли в политическую журналистику и литературу были многочисленными и ценными. Они проявляют большую индивидуальность и напоминают творчество Джона Стюарта Милля, у которого образ мыслей был схож с Морли. После смерти Гладстона Морли главным образом занимался его биографией, пока не опубликовал её в 1903 году.

## Публикации
- Edmund Burke (1867).
- Critical Miscellanies (1871).
- Voltaire (1871).
  - Морлей Дж. Вольтер. — М.: Кучково Поле, 2016. — 380, [1] с. — ISBN 978-5-9950-0515-5.
- Rousseau (1873).
  - Морлей Дж. Руссо / Пер. с англ. В. Н. Неведомского. — Изд. 2-е, [репр.]. — М.: URSS : ЛИБРОКОМ. — Т. 2011. — XIII, 441, XIX с. — (Из наследия мировой философской мысли : великие философы). — ISBN 978-5-397-02219-4.
- The Struggle for National Education (1873).
- On Compromise (1874).
  - Морлей Дж. О компромиссе : в защиту свободы мысли. — Изд. 3-е. — М.: ЛКИ, 2010. — 344 с. — (Из наследия мировой философской мысли: социальная философия). — ISBN 978-5-382-01107-3.
- Diderot and the Encyclopaedists (1878).
  - Морлей Дж. Дидро и энциклопедисты / Пер. с послед. англ. изд. В. Н. Неведомский. — М.: К. Т. Солдатенков, 1882. — XIV, [2], 503 с.
- Burke (англ. English Men of Letters серия; 1879).
- The Life of Richard Cobden (1881).
- Aphorisms (1887)
- Walpole (1889).
- Studies in Literature (1891).
- Oliver Cromwell (1900).
- The Life of William Ewart Gladstone (три тома; 1903).
- Notes on Politics and History (1913 & 1914).
- Recollections (два тома; 1917).